# Boomsapkevers
De boomsapkevers (Nosodendridae) vormen een familie van kevers. De familie omvat 78 soorten, waarvan er 4 slechts als fossiel bekend zijn, in 3 geslachten.

## Geslachten
- Nosodendron Latreille, 1804
- Nosoglobulus Háva, 2003
- † Nosotetocus Scudder, 1892